# U-316
Unterseeboot 316 foi um submarino alemão do Tipo VIIC, pertencente a Kriegsmarine que atuou durante a Segunda Guerra Mundial.

## Comandantes
| Comandante              | Data                                    |
| ----------------------- | --------------------------------------- |
| Oblt. Hermann Stuckmann | 5 de agosto de 1943 - 4 de maio de 1944 |
| Oblt. Gottfried König   | 5 de maio de 1944 - 2 de maio de 1945   |

## Subordinação
Durante o seu tempo de serviço, esteve subordinado às seguintes flotilhas:
| Período                                         | Flotilha                                      |
| ----------------------------------------------- | --------------------------------------------- |
| 5 de agosto de 1943 - 31 de agosto de 1943      | 22. Unterseebootsflottille (submarino escola) |
| 1 de setembro de 1943 - 19 de fevereiro de 1945 | 23. Unterseebootsflottille (submarino escola) |
| 20 de fevereiro de 1945 - 2 de maio de 1945     | 31. Unterseebootsflottille (treinamento)      |